# 格雷费伊
格雷费伊（法語：Greffeil，法語發音：[ɡʁɛfɛj] ⓘ）是法国奥德省的一个市镇，属于利穆区。

## 地理
格雷费伊（43°4'43"N, 2°22'44"E）面积13.67 平方千米，位于法国奧克西塔尼大區奥德省，该省份为法国南部沿海省份，北起塔恩省，西北接上加龙省，西接阿列日省，南至东比利牛斯省，东临地中海，东北与埃罗省接壤。
与格雷费伊接壤的市镇（或旧市镇、城区）包括：洛凯河畔克莱蒙、洛凯河畔拉代恩、圣伊莱尔、维拉尔昂瓦勒。

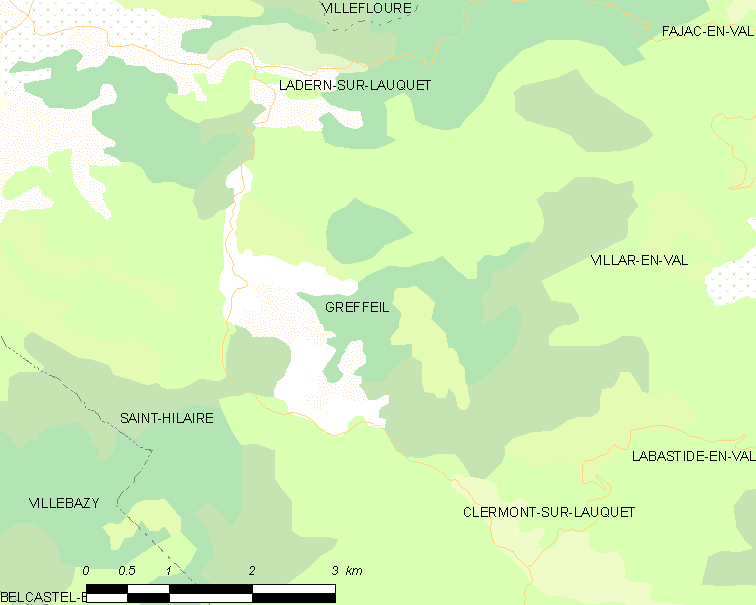
格雷费伊的OSM定位图

格雷费伊的时区为UTC+01:00、UTC+02:00（夏令时）。

## 行政
格雷费伊的邮政编码为11250，INSEE市镇编码为11169。

## 政治
格雷费伊所属的省级选区为利穆地区县。

## 人口

1962-2008年间格雷费伊人口变化图示

格雷费伊于2022年1月1日时的人口数量为94人。